# SN 2001fs
SN 2001fs – supernowa odkryta 9 października 2001 roku w galaktyce A043930-0128. W momencie odkrycia miała maksymalną jasność 24,40m.